# Тор (антарктична станція)
Тор (норв. Tor) — норвезька сезонна науково-дослідна антарктична станція, розташована в східній частині землі Королеви Мод на нунатаці Свартамарен.
Станція була створена в 1993 році. Вона знаходиться на висоті 1625 метрів над рівнем моря за 100 кілометрів від іншої норвезької сезонної антарктичній станції - Троль. Сама по собі станція являє собою бокс, площею 3 на 8 метрів. На його території розташовані вітальня і робочий простір. Працює станція тільки влітку. Управляється станція норвезьким полярним інститутом.